# Паллавичини, Томмазо
Томмазо Паллавичини (итал. Tommaso Pallavicini; ум. 1290/1300) — маркиз Бодоницы с 1286.

## Биография
Сын Рубино Паллавичини, младшего брата Гвидо Паллавичини — первого маркиза Бодоницы.
В 1286 году умерла маркиза Изабелла — дочь Гвидо. Детей у неё не было. Права на наследство предъявили бывший муж покойной и Томмазо. Бодоница была вассалом Ахейи, которой в то время управлял афинский герцог Гильом де ла Рош. Он был родственником Томмазо, но не спешил решить спор в его пользу. Тогда Томмазо силой захватил замок, и объявил себя маркизом.
О его правлении ничего не известно. Умер не позже 1300 года.

## Семья
Имя и происхождение жены не выяснены. Сын:
- Альберто Паллавичини (погиб в бою 15 марта 1311) — маркиз Бодоницы, по правам жены — триарх Эвбеи.